# Acta Physica Polonica

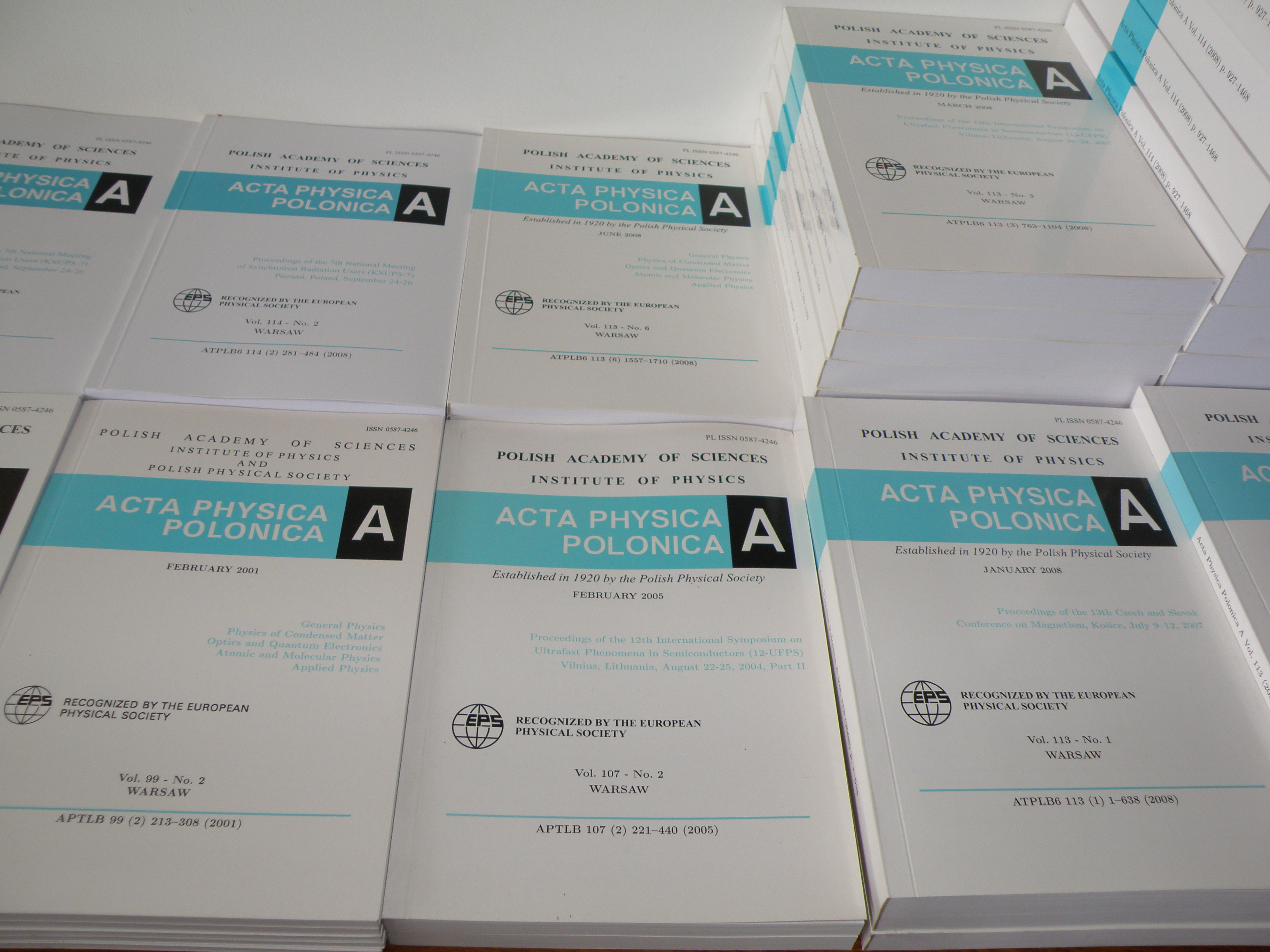
Acta Physica Polonica A, revue couvrant la recherche en physique, crée en 1920.

Acta Physica Polonica est une revue scientifique en libre accès évaluée par des pairs couvrant la recherche en physique. Elle est créée par la Société polonaise de physique en 1920. Elle est scindée en deux revues en 1970, Acta Physica Polonica A et Acta Physica Polonica B.

## Histoire
Acta Physica Polonica est créée par la Société polonaise de physique en 1920. En 1970, elle est scindée en Acta Physica Polonica A (publié par l'Institut de physique de l'Académie polonaise des sciences ), dont le domaine comprend la physique générale, la physique atomique et moléculaire, la physique de la matière condensée, l'optique et l'optique quantique, la  biophysique, l'information quantique, et la physique appliquée, et Acta Physica Polonica B (publié par l'université Jagellonne), qui couvre la physique mathématique, la physique des particules et nucléaire, la relativité, l'astrophysique et la physique statistique. En 2008, le supplément Acta Physica Polonica B Proceedings Supplement est créé.
Acta Physica Polonica A a un facteur d'impact de 0,604 en 2013, tandis que la revue B a un facteur d'impact de 0,998. Acta Physica Polonica B fait partie de l'initiative SCOAP3 .